# 조시 위긴스
조시 위긴스(영어: Josh Wiggins, 1998년 11월 2일 ~ )는 미국의 배우이다. 2014년 영화 《헬리온》에서 제이컵 윌슨 역, 2015년 영화 《맥스》에서 저스틴 윈콧 역으로 잘 알려져 있다.

## 출연 작품
- 아폴로 10 1/2: 스페이스 에이지 어드벤처 - 스티브 역 (애니메이션)